# Manoneura basidactyla
Manoneura basidactyla är en fjärilsart som beskrevs av Davis 1978. Manoneura basidactyla ingår i släktet Manoneura och familjen dvärgmalar. Inga underarter finns listade i Catalogue of Life.